# 川南拡幅
川南拡幅（かわみなみかくふく）は、栃木県那須烏山市内を通る国道294号のバイパスである。

## 概要
この区間の旧294号は道幅が7.4メートル (m) と狭く歩道がない危険な道路であったため改良の必要があった。本事業では主に現道拡幅・屈曲部の線形改良・後述の冠水対策による橋梁架替などを行った。
- 起点：栃木県那須烏山市向田
- 終点：栃木県那須烏山市野上
- 車線数：片側1車線
- 総距離：1.8 km
- 幅員：15 m（車道3.25 m、路肩0.75 m、歩道3.25 m × 2）
- 総事業費：約18億円

## 沿革
- 1995年（平成7年）：事業着手
- 2006年（平成18年）12月11日：全線開通

## 橋梁
大雨が降ると江川がしばしば冠水し通行止めになったことから冠水対策として江川の河川改修工事と合わせ、これまでよりも3 m嵩上げして新橋の架けかえを行った。
- 向田橋（荒川）
  - 延長90 m
- 新橋（江川）
  - 延長47.6 m